# Tweede Kamerverkiezingen 1998/Kandidatenlijst/GPV
Dit is de kandidatenlijst voor de Tweede Kamerverkiezingen 1998 van het GPV. De partij had een lijstverbinding met de RPF en de SGP.

## De lijst
- vet: verkozen
- schuin: voorkeurdrempel overschreden

1. Gert Schutte - 99.005 stemmen
2. Eimert van Middelkoop - 3.046
3. Arie Slob[1] - 1.634
4. Leo Bezemer - 365
5. Marjan Haak-Griffioen - 1.697
6. Andries Heidema - 177
7. Tjisse Stelpstra - 147
8. Theo Haasdijk - 114
9. Dorothea de Graaf - 357
10. Eise van der Sluis - 208
11. Janco Cnossen - 100
12. Martin van Haeften - 99
13. Hans Blokland - 83
14. Mieke Wilcke-van der Linden - 228
15. Joop Alssema - 108
16. Bert Groen - 106
17. Leen Hordijk - 47
18. Melis van de Groep - 179
19. Kars Veling - 84
20. Jan Lagendijk - 80
21. Aaike Kamsteeg - 119
22. Jurjen de Vries - 55
23. Bep van Dijk - 76
24. Sieb Geerds - 50
25. Rudi Slager - 63
26. Aad van Hoffen - 48
27. Remmelt de Boer - 49
28. Jan van Groos - 81
29. Jan Westert - 59
30. Annelies van der Kolk - 260

PvdA · CDA · VVD · D66 · AOV/U55+ · GroenLinks · Centrumdemocraten · RPF · SGP · GPV · SP · Senioren 2000 · Natuurwetpartij · NCPN · De Groenen · Vrije Indische Partij · Idealisten/Jij · NMP · Nederland Mobiel · Katholiek Politieke Partij · Het Kiezers Collectief · NSOV
1952 · 1956 · 1959 · 1963 · 1967 · 1971 · 1972 · 1977 · 1981 · 1982 · 1986 · 1989 · 1994 · 1998